# ウッチャンナンチャンの誰かがやらねば!
『ウッチャンナンチャンの誰かがやらねば!』（ウッチャンナンチャンのだれかがやらねば）は、1990年4月19日から同年9月20日まで毎週木曜日21:00 - 21:54（JST）にフジテレビ系列で放送された生放送のバラエティー番組。

## 概要
毎週生放送の公開コント番組で、菅井きんが大家をしているアパート、メゾンド・キンで同居する放送作家の内村光良とテレビ局のアシスタントディレクターである南原清隆の部屋を舞台に、部屋を訪れるアパートの住人やゲストとともに番組オリジナルの面白いビデオを見てトークをする。
番組冒頭にはウッチャンナンチャンと菅井、そして隣室に住むエリートサラリーマン・みかみひろし（小倉久寛、毎週異なった場所の海外出張から帰って来たという設定）がドタバタコントをし、タイトル・提供クレジットが出ている間に組体操をするのが定番だった。大抵は南原がADであることをイジられたりして、怒った南原の「おめえって奴はよぉ」の台詞が乱闘→組体操の合図でオープニングコントのオチとなる。
客席はアパートの外という設定で、観客のリアクションが大きい時には、南原が客席の方を向きながら窓を開ける仕草をして「外が騒がしいぞ」という趣旨の発言をすることがあった。
エンディングテーマは平松愛理の『月のランプ』（ただし、CD版とはイントロ・アウトロの演奏が異なり歌もワンコーラスだけ）。当時『部屋とYシャツと私』でブレイクする前だった平松が毎週生出演し、この曲をピアノ弾き語りで演奏していた。エンディング用となるアパート屋根部のセットは当時のフジテレビ社屋のグランドスタジオ棟（第6スタジオがあった建物）屋上に組まれ、演奏もそこに併設された物干し台のセットにキーボードを置いて行われた。最終回の前週には雨に降られ、雨合羽を着ての演奏であった。平松はこの番組がきっかけで徐々に人気が上がって行く。
後述の通り半年間限定のつなぎ放送であったものの、好評につき翌10月から曜日を移動して『ウッチャンナンチャンのやるならやらねば!』として再スタートした。なお、『やるやら』では前述のアパートの住人2人の数年後という設定で、多少収入が増え良い部屋に引っ越したという設定のコントが放送された。

## 主なビデオ
映画のパロディー
番組のメインとなるビデオ。内村によるジャッキー・チェン（成龍）のパロディー「ウッチー・チェン（光良）」（「プロジェクトU」など）やブルース・リーのパロディー「テルース・リー」（「ドラゴン怒りの石鹸」など）では、内村得意のアクションで危険なスタントも内村自ら演じた。ウッチー・チュンは映画パロディで、台詞は広東語風に発声した出鱈目な言葉に字幕を付ける形式（「ニクタイカンケイ（肉体関係）」の発声に「関係ある」、「ミヤガワダイスケ（宮川大助）」の発音に「もうデカい面するんじゃねぇぞ!」などという字幕を付けるなど）。テルース・リーは全て予告編スタイルのパロディだった。その後実際に、ジャッキー・チェンとの共演を果たす。
南原は「エルム街の13日の金曜日」でフレディ・クルーガーを演ずるが、滑舌が悪いため、日本語を話しているにもかかわらず台詞には全て字幕が付けられていた。中嶋朋子、戸田研一郎などと共演。口癖は爪が刺さった時に発する「いよぉ～!」と「ハニュウ!」。
ほかに前田美波里が丘の上でコップを持って微笑む一発ギャグ「ビバリーヒルズ・コップ」、雨男の苦悩を描いた「レインマン」などがある。
○○の気持ちになれるビデオ
プロレス技をかけられるところ、ゴキブリが新聞紙で叩かれるところなどをされる側の目線で撮ったもの。
見たこともないドラマ
一般のドラマでは絶対にありえない展開にスポットを当てたビデオ。
例えば『忙しいあなたのためのビデオ』シリーズでは、様々な事情で2時間ドラマの結末を見れない人のためという名目で、事件発生シーンや冒頭シーン、エンドロールのキャスト紹介の最中に「コイツダヨ!」・「犯人コイツ!」というボイスと共に犯人や犯人役のキャストに指差しマークが表示される形でネタバレされる内容である。
内村せんぱ～い！
内村扮する「内村先輩」が、後輩（声は出川哲朗）を巻き込んで悪の限りを尽くす日常を描いたドラマ風ビデオ。
２人が出会うシーン（その時は後輩役の出川も顔出しで出演している）を除いては常に後輩の目線で描かれ、後輩は先輩の地位を利用した内村先輩に逆らうことができず（口答えしたら叩かれたり恫喝される）、結局は万引きを手伝わされたり、野球部の監督（篠田薫）に対して「マユゲオヤジ」と言って彼に問い詰められては、謝るどころか監督の後ろにいた内村先輩のふざけたジェスチャーに笑ってしまい、結果的に監督に説教される等とろくな目に遭わない。
ナンチャンをさがせ!
ビデオに映る風景の中から、モノなどに変装し隠れている南原がどこにいるかを探すコーナー。放送当時話題だった『ウォーリーをさがせ!』が元ネタ。好評だった為「やるならやらねば!」でも続けられた。
原始ギャル対テルース・リー
後述の原始ギャル（南原）とテルース・リー（内村）にスポットを当てた、後述の『トラブルコップ』のスピンオフにして映画『モスラ対ゴジラ』のパロディードラマ。
ある日、双子の妖精である小美男（高橋兄弟）と出会ったチャーリー（内村）とブルさん（南原）は、小美男が住んでいた島の守り神である「原始ギャルの石像」の存在を知る。しかし「原始ギャルの石像」は「あるアクシデント」から「巨大原始ギャル」となり、街を破壊して大暴れしてしまう。事態を重く見たチャーリーとブルさんは原始ギャルの暴走を止めるため、峰知世（原田知世）を巻き込む形で小美男と一緒に島に行き、そこでもう一人の守り神である「テルース・リーの石像」を「巨大テルース・リー」として復活させようと奮戦する。
金八ビデオ
「27歳未満禁止ビデオ」と銘打たれた『3年B組金八先生』のパロディードラマ。内村が坂本金八役の武田鉄矢、南原が松浦悟役の沖田浩之のモノマネをするほか、オリジナル版出演者の直江喜一（加藤優 役）、小河麻衣子（森下美保子 役）、鈴木正幸（大森巡査 役）、赤木春恵（君塚美弥子校長 役）らが本人役で出演した。直江は「トラブルコップ」後期分でも、加藤役のキャラを生かして出演していた。
本編では常に金八の目線で描かれており、カメラには常に前髪がかかっている。また、第２シーズンのオープニングを再現したシーンもあり、さらにそれを基に内村扮する金八がゆく先々で暴力や悪戯の限りを尽くす『3年B組あばれ金八』というパロディーもあった。
トラブルコップ
チャーリーこと南青山ヒロオ（内村）、ブルさんこと南大門運慶（南原）、謎の女スパイ峰知世（原田知世）、署長および息子のニク刑事（名古屋章の2役）などによるコーナードラマ。ドラマ内では、南原扮する原始ギャルや内村演じる週替わりの殉職刑事（いつも瀕死の「命影郎・わずか・無蔵（ないぞう）」3兄弟や、「やるやら」の満腹太（ふとる）のモデルとなった「食いしん坊・満腹・食べ過ぎ」3兄弟、「やるやら」の九州男児のモデルとなった阿蘇山燃太郎、桜島怒漢など）などの人気キャラクターが生まれた。最終回にはマモーが登場した。峰知世を原田が演ずるようになったのは、原田のファンであった南原の強いプッシュによるもの。
刑事が殉職すると署長が「○○が逝ったか…」とブラインドを通して言うが、ブラインドは自分で持っていたり背負っていたり、「逝ったかガールズ」というバニーガールに持たせたりしていた。
コーナーの最後は仕事にミスや穴のあったり、手柄を知世に横取りされりしたヒロオ・運慶コンビを署長が「バカも～ん!」と言いながら追いかけるのが定番。最後のコマはストップモーションだがカメラは回っており、演者の意思によって止まっていた。そのため名古屋がよろけたりすることも見られた。
このコーナーのみビデオではなく、リアルタイムで放送されているドラマという設定。また、毎回最後のコーナーとなっており、終了後は生放送に戻らず、そのままCMに入る。これはウッチャンナンチャンがエンディング開始までにアパート屋根部のセット（前述の通り当時のフジテレビ社屋屋上にあった）に移動する時間を確保するための措置だったが、最終回は他のコーナーと同様にビデオで、終了後に生放送が入ったため、移動時間がCM枠の分しか確保できず、2人は大急ぎで移動しなければならなかった。

## 主な出演者
- ウッチャンナンチャン（内村光良・南原清隆） - メインキャスト

前述の概要の通り、内村は若手放送作家、南原はAD。
- 原田知世 - 「トラブルコップ」のみ出演。
- 名古屋章 - 同上。
- 菅井きん - 内村、南原の暮らしているアパートの管理人。未亡人で南原に惚れているという設定。オープニングの組体操にも稀に参加。
- 石原良純 - 「トラブルコップ」のみ出演。
- 不破万作 - 同上。
- 戸田研一郎‐「トラブルコップ」他、様々な企画に脇役として出演。
- 出川哲朗 - 基本的には「トラブルコップ」の脇役であったが、他のVTRコーナーにも数多く端役で出演。
- 入江雅人 - 出川と同じく、様々な企画に出演。「トラブルコップ」では決まって最初に犯人と疑われ、「俺じゃねぇよ!!」と叫ぶのが定番。
- 平松愛理 - エンディングのみ出演。
- 小倉久寛 - 役名、みかみひろし(俳優の三上博史とは無関係)。
- 高橋兄弟
- ちはる - 若手女優で内村の恋人。内村と何気なく仲睦まじい様子を見せると、南原、みかみ(小倉)、男性ゲストらが「ヒューヒュー」と冷やかすのが定番。
- 直江喜一
- 岩本千春
- 田中律子
- 朝山まゆみ
- しおこんぶ（前島正義・永島浩之）‐内村の友人のストリートミュージシャン。

## スタッフ
- 構成：廣岡豊、清水東、加藤芳一、内村宏幸、植竹英次、樋口弘樹、柏田真志、米川伸生、白崎和彦/内村光良、南原清隆
- アドバイザー：泉麻人、関口和之
- 美術制作：永本充
- デザイン：水上啓光
- 美術進行：小野秀樹、古賀飛
- 大道具：原田和久
- 装飾：上原康生、三浦清隆
- 持道具：栗原美智代
- 衣裳：石井久美子
- メイク：浜崎真弥
- かつら：牧野勇
- アクリル装飾：川島正義
- 視覚効果：中溝雅彦
- タイトル：岩崎光明
- スタイリスト：おおえひろあき（大江宏明）
- CG：岩下みどり
- スチール：村山篤人
- アクション指導：山田一善
- TD：島本健司
- カメラ：中島浩司
- 音声：篠良一
- PA：牧野正
- VE：水野博道、石井利幸
- 照明：春日叔之、根建勝広
- 音響効果：志田博英、玉井実
- 編集：石附順一
- MA：植松巌
- 技術協力：ニユーテレス
- 企画協力：マセキ芸能社
- ディレクター：吉田正樹、星野淳一郎
- プロデューサー：佐藤義和
- 制作著作：フジテレビ

## エピソード
- 元々この時間帯は『とんねるずのみなさんのおかげです』が放送されていたが、とんねるずが日本テレビ系ドラマ『火の用心』の撮影に専念するため番組が半年間休止することになり、そのつなぎ番組として放送された。番組名の「誰かがやらねば」はそうした事情も意味している。なお、1990年10月放送の『1990FNS番組対抗!なるほど!ザ・秋の祭典スペシャル』において復帰したとんねるずが、『誰やら』で人気を急上昇させたウンナンに向かって開口一番（自分達のドラマがコケた事も交えて）「ウッチャンナンチャンの2人には迷惑かけましたぁ！」と憮然とした口調でかましを入れ、当時話題になった（ちなみに敗者復活戦でも絡んでいる）。また、『みなさんのおかげです』の再開予告CMの終わりに石橋貴明が「ウッチャンナンチャンさん、ありがとうございました」と感謝の礼を述べた。
- 1990年5月24日はナイター中継'90「中日対巨人」が延長し放送開始が30分繰り下がり、さらに試合が続いたため、野球中継を出演者全員で見るという内容になった。ちなみに試合が長くなったのは、両軍入り乱れての乱闘があったため（詳細は水野雄仁の項目を参照）。その様子も出演者のリクエストによりリプレイされた。その為、EDテロップも途中から表示となり、放送できなかったコーナーは翌週に放送された。
- 放送ライブラリーで1990年4月19日放送分を視聴する事が出来る。実際の映画・ドラマのパロディコントが多く肖像権・著作権の絡み等で地上波再放送・CS再放送も行われなかったが、2009年12月25日発売の『ウッチャンナンチャンのやるやらフォーエバー』のDisc1：『誰かがやらねば!編』に収録される事になった。
- この番組にレギュラー出演していたしおこんぶはINGRY'Sになった際に、初のライブツアーのタイトルを「INGRY'Sライブツアー“誰かがやらねば俺がやる!!”」にしていた。